# Mark Sehested Pedersen
Mark Sehested Pedersen (født 6. november 1991 i Kalundborg) er en dansk tidligere cykelrytter.

## Meritter
2012
1. Etape 4 An Post Rás
2015
3. Tour of Yancheng Coastal Wetlands